# ساليفان (نيويورك)
ساليفان (بالإنجليزية: Sylvan Beach, New York)‏ هي منطقة سكنية تقع في الولايات المتحدة في مقاطعة أونيدا، نيويورك. يقدر عدد سكانها بـ 897 نسمة ومساحتها 2.0 كم2 وترتفع عن سطح البحر 114 متر.

## التركيبة السكانية
حدّد مكتب تعداد الولايات المتحدة بيانات التركيبة السكانية لساليفان في تعداد الولايات المتحدة. في ما يلي، التركيبة السكانية حسب تعدادي 2000 و2010.

### تعداد عام 2000
بلغ عدد سكان ساليفان 1,071 نسمة بحسب تعداد عام 2000، وبلغ عدد الأسر 472 أسرة وعدد العائلات 280 عائلة مقيمة في القرية. في حين سجلت الكثافة السكانية 585.2 نسمة لكل كيلومتر مربع (1,515.7/ميل2). وبلغ عدد الوحدات السكنية 847 وحدة بمتوسط كثافة قدره 462.8 لكل كيلومتر مربع (1,198.6/ميل2).
وتوزع التركيب العرقي للقرية بنسبة 97.76% من البيض و0.75% من الأمريكيين الأفارقة و0.19% من الأمريكيين الأصليين و0.28% من الأمريكيين ذوي الأصول الآسيوية و0.37% من الأعراق الأخرى و0.65% من عرقين مختلطين أو أكثر و0.65% من الهسبانيون أو اللاتينيون من أي عرق.
بلغ عدد الأسر 472 أسرة كانت نسبة 28% منها لديها أطفال تحت سن الثامنة عشر تعيش معهم، وبلغت نسبة الأزواج القاطنين مع بعضهم البعض 44.3% من أصل المجموع الكلي للأسر، ونسبة 9.7% من الأسر كان لديها معيلات من الإناث دون وجود شريك، بينما كانت نسبة 5.3% من الأسر لديها معيلون من الذكور دون وجود شريكة وكانت نسبة 40.7% من غير العائلات. تألفت نسبة 30.3% من أصل جميع الأسر من عدة أفراد يعيشون في نفس المنزل ونسبة 12.1% كانت تتألف من شخص يعيش بمفرده يبلغ من العمر 65 عاماً أو أكثر. وبلغ متوسط حجم الأسرة المعيشية 2.27، أما متوسط حجم العائلات فبلغ 2.83.
بلغ العمر الوسطي للسكان 41.3 عاماً. وكانت نسبة 21.5% من القاطنين تحت سن الثامنة عشر، وكانت نسبة 6.9% بين الثامنة عشر والرابعة والعشرين عاماً، ونسبة 27.3% كانت واقعةً في الفئة العمرية ما بين الخامسة والعشرين والرابعة والأربعين عاماً، ونسبة 30.1% كانت ما بين الخامسة والأربعين والرابعة والستين، ونسبة 14.3% كانت ضمن فئة الخامسة والستين عاماً فما فوق. يوجد لكل 100 أنثى 105.6 ذكر، ويوجد لكل 100 أنثى في الثامنة عشر من عمرها فما فوق 103.1 ذكر.
بلغ متوسط دخل الأسرة في القرية 30,978 دولارًا، أما متوسط دخل العائلة فبلغ 35,250 دولارًا. وكان متوسط دخل الذكور 30,250 دولارًا مقابل 18,625 دولارًا للإناث. وسجل دخل الفرد الخاص بالقرية 15,876 دولارًا. وكانت نسبة 13.2% من العائلات ونسبة 17% من السكان تحت خط الفقر، وكان من هؤلاء نسبة 25.7% تحت سن الثامنة عشر ونسبة 13.5% في الخامسة والستين من العمر وما فوق.

### تعداد عام 2010
بلغ عدد سكان ساليفان 897 نسمة بحسب تعداد عام 2010، وبلغ عدد الأسر 447 أسرة وعدد العائلات 246 عائلة مقيمة في القرية. في حين سجلت الكثافة السكانية 490.2 نسمة لكل كيلومتر مربع (1,269.6/ميل2). وبلغ عدد الوحدات السكنية 830 وحدة بمتوسط كثافة قدره 453.6 لكل كيلومتر مربع (1,174.8/ميل2).
وتوزع التركيب العرقي للقرية بنسبة 98.10% من البيض و0.67% من الأمريكيين الأفارقة و0.45% من الأمريكيين الأصليين و0.22% من الأمريكيين ذوي الأصول الآسيوية و0.56% من عرقين مختلطين أو أكثر و0.78% من الهسبانيون أو اللاتينيون من أي عرق.
بلغ عدد الأسر 447 أسرة كانت نسبة 18.8% منها لديها أطفال تحت سن الثامنة عشر تعيش معهم، وبلغت نسبة الأزواج القاطنين مع بعضهم البعض 40.3% من أصل المجموع الكلي للأسر، ونسبة 10.1% من الأسر كان لديها معيلات من الإناث دون وجود شريك، بينما كانت نسبة 4.7% من الأسر لديها معيلون من الذكور دون وجود شريكة وكانت نسبة 45% من غير العائلات. تألفت نسبة 36.2% من أصل جميع الأسر من عدة أفراد يعيشون في نفس المنزل ونسبة 15.7% كانت تتألف من شخص يعيش بمفرده يبلغ من العمر 65 عاماً أو أكثر. وبلغ متوسط حجم الأسرة المعيشية 2.01، أما متوسط حجم العائلات فبلغ 2.59.
بلغ العمر الوسطي للسكان 49.9 عاماً. وكانت نسبة 15.2% من القاطنين تحت سن الثامنة عشر، وكانت نسبة 4.6% بين الثامنة عشر والرابعة والعشرين عاماً، ونسبة 20.6% كانت واقعةً في الفئة العمرية ما بين الخامسة والعشرين والرابعة والأربعين عاماً، ونسبة 36.9% كانت ما بين الخامسة والأربعين والرابعة والستين، ونسبة 22.7% كانت ضمن فئة الخامسة والستين عاماً فما فوق. وتوزع التركيب الجنسي للسكان بنسبة 49.5% ذكور و50.5% إناث.